# IEEE 1344
IEEE 1344 — стандарт, который определяет параметры синхронизации для энергосистем. Стандарт добавил расширение кода времени IRIG-B для покрытия года, качества времени, летнего времени, местного времени и високосной секунды. IEEE 1344 был заменен на IEEE C37.118 в 2005 г. и был принят как часть стандарта синхронизации IRIG версии 2004 г.

Таймкод IRIG-B состоит из 100 бит и повторяется каждую секунду. Каждый десятый бит — это идентификатор положения, а большинство остальных кодируют текущее время(дата, час, минута и секунда). Биты 60-68 и 70-78 зарезервированы для других целей: IEEE 1344 позволяет их так использовать. IEEE 1344 определяет биты следующим образом:
| Бит | Вес | Значение                                            |
| --- | --- | --------------------------------------------------- |
| 60  | LSP | Високосная секунда в конце минуты                   |
| 61  | LS  | Тип високосной секунды(0 == добавить, 1 == удалить) |
| 62  | DSP | Переход на летнее время в конце минуты              |
| 63  | DST | Действует летнее время                              |
| 64  | ±   | Знак смещения часового пояса                        |
| 65  | 1   | Смещение часового пояса (Двоичный, 0-15.5)          |
| 66  | 2   | Смещение часового пояса (Двоичный, 0-15.5)          |
| 67  | 4   | Смещение часового пояса (Двоичный, 0-15.5)          |
| 68  | 8   | Смещение часового пояса (Двоичный, 0-15.5)          |
| 69  | P7  |                                                     |
| 70  | 0.5 |                                                     |
| 71  | 1   | Показатель качества времени (Двоичный, 0-15)        |
| 72  | 2   | Показатель качества времени (Двоичный, 0-15)        |
| 73  | 3   | Показатель качества времени (Двоичный, 0-15)        |
| 74  | 8   | Показатель качества времени (Двоичный, 0-15)        |
| 75  | PAR | Бит четности предыдущих данных                      |
| 76  | 0   | Не используется                                     |
| 77  | 0   |                                                     |
| 78  | 0   |                                                     |
| 79  | P8  | Идентификатор позиции                               |

Биты предупреждения перехода на летнее время и високосной секунды устанавливаются не более чем за 59 секунд до обозначенного изменения и указывают на изменения в конце минуты. Во время прыжка на високосную секунду бит предупреждения перехода должен быть установлен, поле секунд должно равняться 60, а также бит полного значения секунд должен равняться 60 + 60 * минуты + 3600 * часы. В следующую секунду бит предупреждения високосной секунды должен быть очищен и поле полного значения секунд повторится. Поскольку отрицательных високосных секунд никогда не было и почти наверняка никогда не будет, бит LS всегда равен 0.

Показатель качества часов — двоичное значение. 0 означает, что часы подключены к UTC-источнику, не уточняя конкретной точности и 15 означает, что часы с ошибкой и время не точно. Значения между 1 и 11 показывают, что точность часов составляет до 10x-10 секунд относительно UTC, то есть х = 1 указывает на UTC±1 нс, а х = 11 указывают на UTC±10 с.

Смещение часового пояса указывает на разницу между UTC и таймкодом так, что UTC = таймкод + смещение. Это значение изменяется, когда действует летнее время. Полное значение секунд также изменится на 3600 с, когда это произойдет.

(Заметим, что согласно стандарту C37.118-2005 используется противоположный знак смещения часового пояса: смещение = таймкод — UTC, UTC = таймкод — смещение.)

Бит четности всегда соответствует всем битам данных с 1 по 74. Бит указателя игнорируется(или, что эквивалентно, читается как 0)

Стандарт так же требует указать две цифры года в битах 50-58, которые были включены в последнюю редакцию стандарта IRIG.